# Fender Mustang
Pour les articles homonymes, voir Mustang.
La Fender Mustang est un modèle de guitare électrique solid-Body proposé au catalogue de la marque Fender en juillet 1964 pour compléter sa gamme de modèles destinés aux guitaristes débutants.

## Conception et développement
Originellement présentée par Fender en août 1964 comme une déclinaison d'entrée de gamme de la Duo-Sonic (une version à deux micros de la Fender Musicmaster), la Mustang se distingue par son diapason court de 24 pouces, comme son aînée la Jaguar (un modèle au diapason de 22 pouces et demi a existé brièvement dans les années 1960 et est devenu extrêmement rare). Son échelle réduite la rend particulièrement adaptée aux petites mains.
En 1968, Fender lance une version « Competition » de la Mustang, avec un design de type automobile (couleur unie barrée d'un chevron) et tête de manche assortie. Les têtes de manche assorties seront supprimées à la mi-1971.
La Mustang est retirée du catalogue en 1982.
En 1990, profitant de l'émergence du marché des guitares vintage, Fender lance une version réédition de la Mustang. Redevenus populaires dans les mouvements grunge et rock indépendant notamment grâce à Kurt Cobain qui remit sur le devant de la scène cette guitare destinée au début à un usage amateur, les anciens modèles de Fender (Duo-Sonic, Jazzmaster et Jaguar) sont alors à nouveau en vogue, profitant d'un marché saturé par les prix exorbitants des Stratocaster et autres Telecaster vintage, inabordables pour nombre de musiciens.
Les Fender Mustangs attirent alors des musiciens aux styles très différents séduits par les sonorités chaleureuses de l'instrument; par sa nervosité et son excellente ergonomie.
En 2016, Fender commercialise cinq nouveaux modèles de la série Offset Mustang & Duo-Sonic. Ces guitares présentent un profil ayant « un look vintage et un confort de jeu moderne » avec un sélecteur 3 positions sur les Mustangs ainsi que de nouvelles couleurs de vernis et pickguards.

## Utilisateurs célèbres
- John McLaughlin
- Damon Albarn
- Norah Jones
- Lotfi Attar
- Kurt Cobain (Nirvana)
- John Frusciante (Red Hot Chili Peppers)
- PJ Harvey
- David Byrne (Talking Heads)
- Thurston Moore (Sonic Youth)
- Lee Ranaldo (Sonic Youth)
- John Fogerty (Creedence Clearwater Revival)
- Kelly Jones (Stereophonics)
- Alan Lancaster (Status Quo)
- Ty Segall
- Theresa Wayman (Warpaint)
- Dominique Nicolas et Stéphane Sirkis (Indochine)
- Marc Police (Les Wampas)
- Gaetan Roussel (Louise Attaque)